# Baýramnyýaz Berdiýew
Baýramnyýaz Berdiýew (* 13. September 1974) ist ein ehemaliger turkmenischer Fußballspieler und heutiger -trainer. Er spielte 2000 bis 2007 auf der Position des Torwarts für die turkmenische Nationalmannschaft und absolvierte in dieser Zeit 28 Länderspiele.

## Vereinskarriere
Berdiýew debütierte in der A-Nationalmannschaft in der letzten Saison der UdSSR-Meisterschaft und spielte 1991 in der zweiten sowjetischen Liga für den FC Kopetdag und 1991 in der zweiten sowjetischen Liga B für den Ahal.
Nach der Unabhängigkeit Turkmenistans 1991 spielte er weiterhin für Vereine der Ýokary Liga, darunter den FC Turan Dashoguz, Nisa Aşgabat und erneut für den FC Kopetdag. Er wurde Meister und Medaillengewinner der nationalen Meisterschaft.
2001 wechselte er zum kasachischen Verein Esil Bogatyr, wo er dreieinhalb Saisons blieb. In den ersten drei Spielen war er der Haupttorhüter. Als Bronzemedaillengewinner der Kasachstan Premier League 2001 kassierte er in dieser Saison in 25 Spielen nur 11 Gegentore. Insgesamt bestritt er 76 Spiele für den kasachischen Klub in der kasachischen Premier League und 9 im kasachischen Pokal.
Berdiýew spielte erneut in Turkmenistan und wechselte kurzzeitig zum kasachischen FC Ordabasy, wo er ein Spiel in der kasachischen Premier League und zwei Spiele im kasachischen Fußballpokal absolvierte.
In der zweiten Hälfte der 2000er Jahre spielte er in Usbekistan: 2006–2007 war er Stammtorhüter des FC Qizilqum Zarafshon und spielte in der Saison 2008 für den FK Shoʻrtan Guzar und 2009 für Navbahor Namangan.
In der Ýokary Liga 2004 wurde er Meister mit der Nebitçi FT, 2008 mit dem FC Aşgabat. 2008 hielt er im Turkmenistan-SuperCup-Spiel gegen den Şagadam FK drei Elfmeter und erzielte zudem das entscheidende Tor in der Nachspielserie.

## Nationalmannschaft
Von 2000 bis 2007 spielte Berdiýew für die turkmenische Fußballnationalmannschaft. Sein Debüt gab er am 8. Oktober 2000 gegen Usbekistan, als er in der 84. Minute Alexander Korobko eingewechselt wurde.
Berdiýew nahm 2004 an der Fußball-Asienmeisterschaft 2004 in China teil, wo er als dritter Torhüter nie zum Einsatz kam.
2010 stand er im Finale des AFC Challenge Cups, nachdem er alle fünf Spiele des Turniers bestritten hatte. Insgesamt absolvierte er 28 Spiele für die Nationalmannschaft.

## Trainer
Von 2017 bis 2020 war Berdiýew als Torwarttrainer beim Ahal FK tätig. Hierbei war er für einige Spiele auch der Teamchef; dieses Amt übernahm er auch nach dem Rücktritt von Amangylyç Koçumow im Anschluss an die Saison 2019. Unter seiner Führung erreichte der Ahal FK das Finale des Turkmenistan Cup 2019.